# Metretopodidae
Metretopodidae is een familie van haften (Ephemeroptera).

## Geslachten
De familie Metretopodidae omvat de volgende geslachten:
- Metreplecton Kluge, 1996
- Metretopus Eaton, 1901
- Siphloplecton Clemens, 1915